# توماس بريت
توماس بريت (بالإنجليزية: Thomas Brett)‏ (1747 - 31 ديسمبر 1809) هو لاعب كريكت بريطاني (وحمل سابقاً جنسية المملكة المتحدة لبريطانيا العظمى وأيرلندا).